# Reintaler See
Reintaler See eller Reintalersee är en sjö i Österrike.   Den ligger i förbundslandet Tyrolen, i den västra delen av landet, 300 km väster om huvudstaden Wien. Reintaler See ligger 564 meter över havet. Den högsta punkten i närheten är Voldöppberg, 1 510 meter över havet, norr om Reintaler See.
I omgivningarna runt Reintaler See växer i huvudsak blandskog. Runt Reintaler See är det ganska tätbefolkat, med 100 invånare per kvadratkilometer.